# Methia arizonica
Methia arizonica är en skalbaggsart som beskrevs av Schaeffer 1908. Methia arizonica ingår i släktet Methia och familjen långhorningar. Inga underarter finns listade i Catalogue of Life.